# Иса Факих джамия
Иса Факих/Факъх джамия, още Чинар Мюфти джамия или Салих джамия (на македонска литературна норма: Иса Факих џамија, Чинар муфти џамија на турски: Isa Fakıh cami, Çınar mufti cami, Salih cami), е мюсюлмански храм от XVI век, намиращ се в град Битоля, Северна Македония.

## Местоположение
Джамията е разположена в Баир махала, на левия бряг на Драгор, на Мюфтийския мегдан (Мюфти Мейданлък), близо до Големия чинар и Ески Чифте хамам.

## История
Джамията е построена в 911 от хиджра (1505/1506 от Рождество Христово) от Иса Факъх - виден битолски съдия. За издръжката на джамията Иса Факъх учредява вакъф от 12 магазина, 15 къщи и целия данък от Житния пазар. В основата на минарето има едноредов надпис върху мраморна плоча, който казва „Каквато е Божията воля. 1259 година“, тоест храмът е обновен в 1259 (1843) година.
Към 2010 година джамията се използва за автомобилен сервиз.

## Архитектура
Храмът е скромен – има основно молитвено помещение с размери 10,25 x 8,55 m, минаре на западната страна и ревак (трем), добавен по-късно от север. Молитвеното помещение е проста правоъгълна сграда, покрита със скатен покрив и теракотени плочки. Първоначално под покрива е имало купол, изграден от дърво. Тремът е дълъг 5 m, а стените му са дебели 0,85 m. Михрабът е обърнат на 43 градуса към Мека и е издълбан в мрамор. Пет редици сталактитни мукарнас украсяват стената на кибла. Декорации има около правоъгълните прозорци и на стенната ниша кюрси, отделена за молитва. Минарето е в средата на западната стена. Основата му е от дялан камък, а балконът му е от измазани тухли.